# سنگ‌نوشته‌های کرتیر

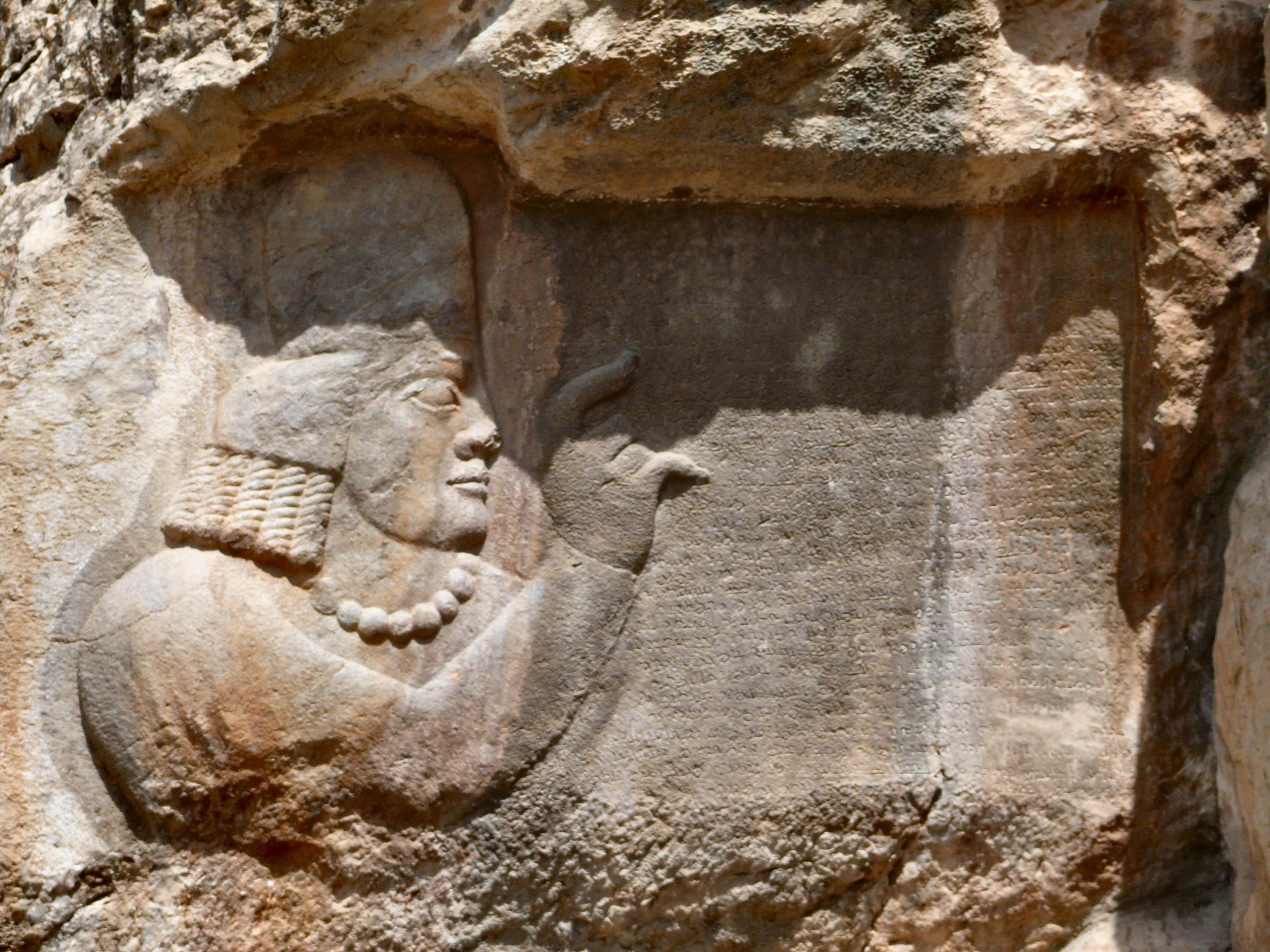
کتیبه کرتیر در نقش رجب.

سنگ‌نوشته‌های کرتیر شامل چهار سنگ‌نوشته از کرتیر است که در استان فارس قرار دارند و عبارتند از سنگ‌نوشتهٔ کرتیر در نقش رجب (KNRb)، سنگ‌نگاره و نبشته کرتیر در نقش رستم (KNRm)، کتیبه کرتیر در سرمشهد (KSM)، و کتیبه کرتیر در کعبه زرتشت (KKZ). کعبهٔ زردشت روایت معراج را در بَر ندارد، در حالی که سنگ‌نوشتهٔ نقش رجب خلاصه‌ای از مفاهیم اصلی یک سنگ‌نوشتهٔ طولانی‌تر است.
تصویر کرتیر در چندین سنگ‌نگاره بازنمایی شده‌است که اکثر آن‌ها متعلق به بهرام دوم بوده‌اند. کرتیر همیشه در نیم‌رُخ راست، همراه با کلاهی دایره‌ای با نشانی قیچی‌مانند، یک گردن‌بند با دانه‌های درشت مروارید و دستی بالارفته که به نشانهٔ احترام با انگشتش اشاره می‌کند دیده می‌شود. کرتیر بدون ریش است و احتمالاً خواجه بوده‌است.
سنگ‌نوشته‌های کرتیر قدیمی‌ترین شواهد مکتوب بومی دربارهٔ اصول اساسی مزدیسنا از زمان سنگ‌نوشته‌های هخامنشی هستند و ششصد سال با ادبیات مکتوب پهلوی (و هزار سال با قدیمی‌ترین نسخه‌های خطی) فاصلهٔ زمانی دارند؛ بنابراین، این سنگ‌نوشته‌ها برای مطالعهٔ سنت مزدیسنایی اوایل دورهٔ ساسانی حائز اهمیت بسیارند. تمرکز این سنگ‌نوشته‌ها بر روی اخلاق (رفتار خوب یا بد) است و همانند دیگر ادیان بزرگ با اشاره به آنچه پس از مرگ انتظارِ روح را می‌کشد، وعده‌هایی داده می‌شود: پاداش برای نیکوکاران، مجازات برای ستمگران.
سنگ‌نوشته‌های کرتیر به‌دلیل اندازه و زبان متنوع‌شان، مهم‌ترین اسناد برای فهم نظام نوشتاری، دستور زبان، و واژگان فارسی میانهٔ اولیه است و از این لحاظ فقط با سنگ‌نوشتهٔ نرسه در پایکولی و کتاب نیایش پهلوی قابل مقایسه است.

## تاریخ‌گذاری سنگ‌نوشته‌ها
فیلیپ ژینیو نخستین کسی بود که دربارهٔ تاریخ تقریبی سنگ‌نوشته‌ها بحث کرد. او در ترجمه‌اش از سنگ‌نوشتهٔ سرمشهد، اظهار کرد که سنگ‌نوشتهٔ سرمشهد، از آنجا که محتوای سه سنگ‌نوشتهٔ دیگر در آن تکرار شده، می‌بایست نخستین سنگ‌نوشتهٔ حکاکی‌شده باشد که به فرمان خودِ کرتیر یا پیروانش در مکانی جدا از سنگ‌نوشته‌های شاهی نوشته شده‌است. به‌دلیل محتویات مهم سنگ‌نوشته و دسترسی دشوار به آن، جانشینان کرتیر بخش‌های مهم سنگ‌نوشته را در جاهای دیگری نیز حکاکی کردند. ژینیو پس از تحقیق والتر هینتس بر روی سنگ‌نگاره‌هایی که کرتیر در آن‌ها ظاهر شده‌است، این ادعاها را در ترجمه‌اش از سنگ‌نوشتهٔ نقش رستم اصلاح کرد. اینجا، ژینیو همچنان تصور می‌کرد سنگ‌نوشتهٔ سرمشهد در زمانی که کرتیر هنوز زنده‌بود نوشته‌شده و سنگ‌نوشتهٔ نقش رستم که یک بازتولید غیرماهرانه از متن است، آخرین سنگ‌نوشته محسوب می‌شود. او نتیجه می‌گیرد که سنگ‌نوشتهٔ کعبهٔ زردشت، سنگ‌نوشتهٔ نقش رجب، و سنگ‌نوشتهٔ نقش رستم در سال ۲۹۳، احتمالاً پیش از بر تخت نشستن نرسه «که رفتار آنچنان دوستانه‌ای با کرتیر نداشت» حکاکی شده‌اند. با این حال، ژینیو در مطالعه‌اش در زمینهٔ گونه‌های متنی، این گاه‌نگاری را کوتاه کرد و ادعا کرد که سنگ‌نوشتهٔ سرمشهد می‌بایست در اواخر دورهٔ پادشاهی بهرام دوم، در حدود سال ۲۹۰ نوشته شده‌باشد، اما به‌صورت تلویحی معتقد بود که نگارش سنگ‌نوشته حداکثر تا سال ۲۹۳ به‌طول انجامید.
ولادیمیر گریگوریویچ لوکونین که تاریخ‌های سنگ‌نگاره‌ها و سنگ‌نوشته‌ها را عمدتاً بر اساس پُرتره‌ها مورد بحث قرار داده‌بود، می‌پنداشت که پرترهٔ سرمشهد قدیمی‌ترین است و سنگ‌نوشتهٔ سرمشهد را بین سال‌های ۲۷۶ و ۲۸۳ و سنگ‌نوشتهٔ نقش رستم و سنگ‌نوشتهٔ نقش رجب را بعد از ۲۸۳ تاریخ‌گذاری کرد.
دیوید نیل مکنزی این گاه‌نگاری‌ها را مورد انتقاد قرار دارد و مدعی شد که سنگ‌نوشتهٔ نقش رجب «کوتاه‌ترین» سنگ‌نوشته‌است و همچون سنگ‌نوشته‌های کعبهٔ زردشت و نقش رستم به سنگ‌نگاره یا سنگ‌نوشته‌ای شاهانه افزوده نشده، در نتیجه می‌بایست نخستین سنگ‌نوشته باشد. با این حال، سنگ‌نوشتهٔ نقش رجب به سمت چپ سنگ‌نگارهٔ تاج‌ستانی اردشیر بابکان افزوده‌شده‌است. با توجه به تعداد بیشتر ردپساگ‌ها و وجود فهرست استان‌ها در سنگ‌نوشتهٔ نقش رستم که در سنگ‌نوشتهٔ کعبهٔ زردشت وجود ندارند، شاید به‌دلیل اینکه این موارد را درست بالای سنگ‌نوشتهٔ کرتیر در کعبهٔ زردشت و در سنگ‌نوشتهٔ شاپور بر کعبهٔ زردشت می‌توان خواند، و نیز وجود نام اردشیر در جملهٔ نخست سنگ‌نوشتهٔ نقش رستم می‌توان گفت این سنگ‌نوشته پس از سنگ‌نوشتهٔ کعبهٔ زردشت حکاکی شده باشد. سنگ‌نوشتهٔ سرمشهد می‌بایست آخرین سنگ‌نوشته باشد، مشخصاً به‌خاطر عدم اشاره به هزوارش <bwny BYTA>. این واژه در صورت ارجاع به کعبهٔ زردشت، در این مکان نامناسب خواهد بود. ژینیو به نوبهٔ خود گاه‌نگاری مکنزی را مورد انتقاد قرار داد و عمدتاً دیدگاه خود را حفظ کرد.
اینکه متن سنگ‌نوشته‌ها فقط به‌صورت سنگ‌نوشته وجود داشتند یا به قالب‌های دیگری نیز تبدیل شده‌بودند نامشخص است. به‌ویژه به این عبارت در سروده‌های مانوی که زردشتی‌ها «طومارهایی» علیه مانی نوشتند باید توجه کرد.

## زمینهٔ تاریخی
در عصر نخستین شاهنشاهان ساسانی دو گرایش دینی عمده، وجود داشت که هر یک از آنها می‌کوشید به آیین رسمی دستگاه دولتی تبدیل شود. نمایندگان این دو گرایش دینی، مانی و کرتیر بودند. شاهنشاهی به مقتضای وحدت سیاسی به دین رسمی واحدی نیاز داشت. آیین مانی از آنجا که عناصر اصلی ادیان بزرگ را در خود فراهم داشت جلب نظر می‌کرد. دین زرتشتی نیز که توانسته بود خود را با سنت‌ها و معتقدات آریایی سازگاری بخشد، زمینهٔ بسیار مساعدی داشت. سرانجام در کشمکش میان این دو گرایش دینی، کرتیر پیروز شد و توانست قدرت سیاسی شگرف شاهنشاهی را پشتیبان خود سازد.
شاهنشاهان ساسانی در آغاز اعلام دین زرتشت به عنوان آئین رسمی خویش، آتشکده‌های زرتشتی را چون تکیه‌گاهی پایدار جهت فرمانروایی خود یافتند ولی برای پیروزی و شکوهمندی واقعی آئین زرتشت در سراسر کشور مبارزه و پیکار ضرورت یافت. این مبارزه با شدت و خشونتی تمام صورت گرفت. انهدام نفوذ دین یهود، مسیحیت، بودایی، برهمائیگری، و مندائیگری و نیز از میان برداشتن ارتداد در آئین زرتشت و پایان دادن به نهضت مانی و مانویان در ایران ضرور می‌نمود. از این رو پس از مرگ شاپور یکم، زمانی که نفوذ کرتیر بر شاهنشاه فزونی گرفت و ریاست مذهبی سراسر کشور را برعهده گرفت، پیگرد مانویان و فشار بر آنان در ایران آغاز شد. کشته شدن مانی در سال ۲۷۶ میلادی در زمان پادشاهی بهرام یکم بود.
کرتیر متن‌های مذهبی را در روزگار شاهنشاهی بهرام دوم تنظیم کرد و برای نخستین بار اوستا را به صورت مجموعهٔ احکام دینی درآورد. پس از قیام نرسی جانشین بهرام دوم علیه کرتیر، از این چهرهٔ پرنفوذ روحانی در هیچیک از آثار مذهبی پس از وی و در هیچیک از نوشته‌های تاریخی و در هیچ روایتی سخن نیامده‌است.

## تاریخچهٔ رمزگشایی سنگ‌نوشته‌ها
چندین تن از نخستین سیاحانی که به ایران سفر کردند، گزارش‌هایی دربارهٔ سنگ‌نوشته‌های نقش رستم ارائه دادند و در انتهای سدهٔ هفدهم، تلاش‌هایی برای رمزگشایی سنگ‌نوشته‌های فارسی میانه و پارتی آغاز شد. در نوامبر ۱۶۶۷ ساموئل فلاور، نمایندهٔ کمپانی هند شرقی در ایران و بازرگان حلب، از چندین سنگ‌نگاره و نوشته‌های موجود در تخت جمشید و نقش رستم، از جمله سنگ‌نگاره‌های دیهیم‌ستانی اردشیر یکم و شاپور یکم، طرح‌هایی کشید. پس از مرگ او طراحی‌ها و یادداشت‌هایش به انجمن سلطنتی فرستاده و منتشر شدند و اساس کار برای تلاش‌های توماس هاید در رمزگشایی را فراهم آوردند. تنها با رونوشت‌های دقیق از سنگ‌نوشته‌های هخامنشی و ساسانی در تخت جمشید و نقش رستم که توسط جهانگرد و محقق آلمانی، کارستن نیبور تهیه شده‌بود، این چرخه توانست به سرانجام برسد؛ نیبور در یک گروه اعزامی دانمارکی در سال ۱۷۶۱-۱۷۶۷ به ایران سفر کرده بود. طراحی‌های او که در سال ۱۷۷۸ در گزارش‌هایش از این مأموریت منتشر شد، شامل سطرهای ۱-۱۸ و ۳۰-۳۴ در قسمت بالا و سمت چپ سنگ‌نوشتهٔ کرتیر در نقش رستم می‌شود.

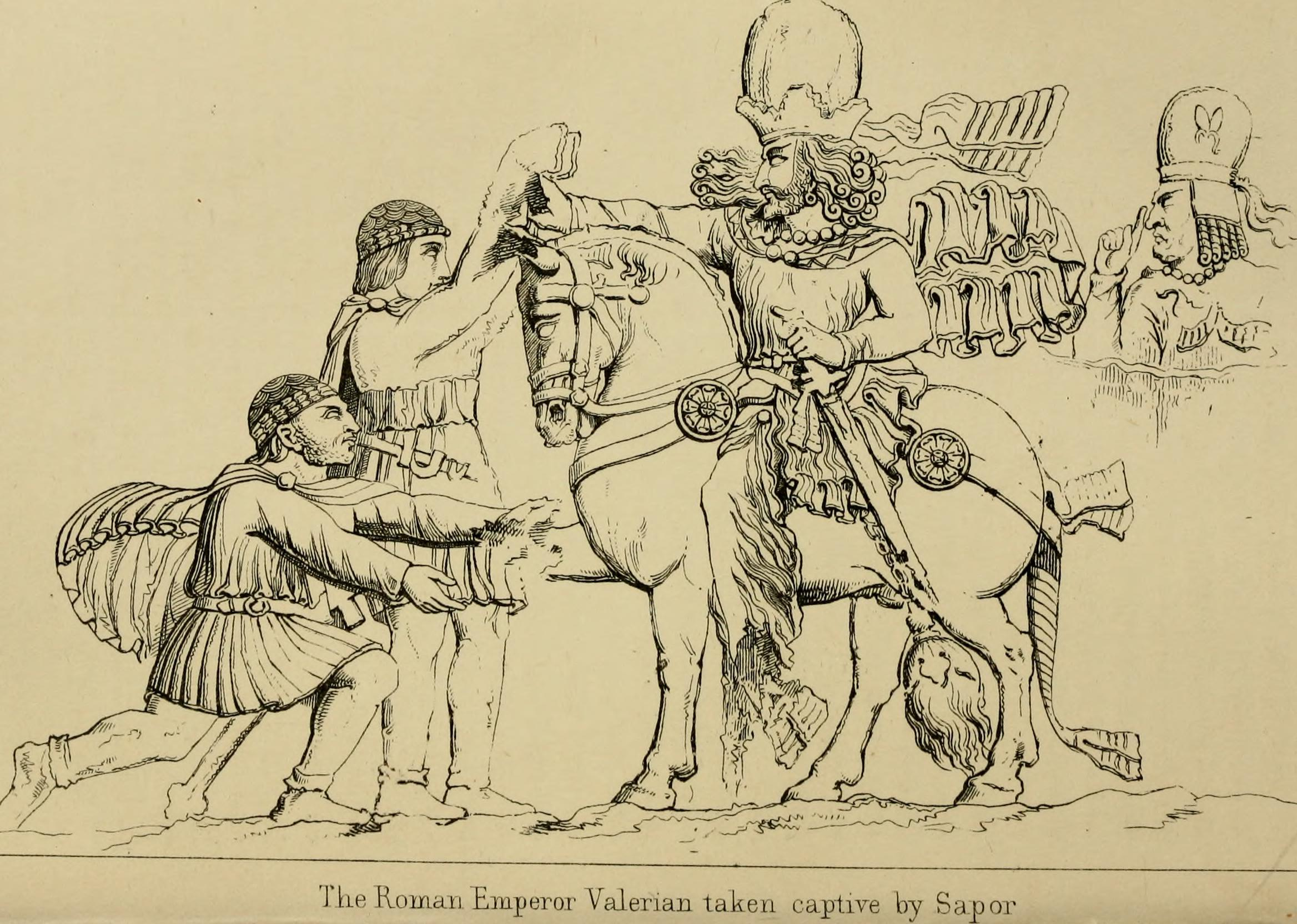
طرحی از سنگ‌نگارهٔ پیروزی شاپور بر امپراتوران روم که کرتیر را نشان می‌دهد (نفر نخست از سمت راست). طراحی‌شده در ۱۸۶۲ میلادی.

در اوایل سدهٔ ۱۹ ویلیام اوزلی که در سال‌های ۱۸۱۰-۱۸۱۵ در ایران بود، طراحی‌های بخش‌هایی از سنگ‌نوشتهٔ نقش رستم را منتشر کرد؛ به همین ترتیب اوژن فلاندن و پاسکال کوست که در ۱۸۴۰-۱۸۴۱ به ایران سفر کردند، طراحی‌هایشان را انتشار دادند؛ رابرت کر پورتر که در سال‌های ۱۸۱۸-۱۸۲۰ به خاورمیانه سفر کرده‌بود نیز این کار را انجام داد. یک رونوشت از اکثر قسمت‌های خوانای این سنگ‌نوشته توسط نیلز لودویگ وسترگارد که در سال‌های ۱۸۴۱-۱۸۴۴ در ایران به سر می‌برد، تهیه شد. در سال ۱۸۶۸، ادوارد توماس، یک کارمند اداری در بنگال، سنگ‌نوشتهٔ نقش رجب و بخش آغازین سنگ‌نوشتهٔ نقش رستم را به خط عربی آوانویسی و حرف‌نویسی کرد که واژگان بسیاری در آن به‌درستی آوانویسی شدند، اما فاقد تفسیر و یادداشت بودند. او این واژگان را از روی یکسانی‌شان با واژگان فارسی و یا تمایزشان با لغات عبری و عربی دریافته بود.
در سال ۱۸۸۱، ادوارد وِست رونوشت وسترگارد از سنگ‌نوشتهٔ نقش رستم را همراه با ترجمه و یادداشت‌هایی دربارهٔ زبان سنگ‌نوشته و محتوای آن منتشر کرد که برخی از آن‌ها از این قرار است: <y> پایانی در بسیاری از واژگان ایرانی تا حدی معادل <-w> پایانی در پهلوی است اما هیچ نقش دستوری اعم از نحوی یا صرفی ندارد؛ هزوارش‌های فعلی ساده ممکن است هم برای زمان گذشته و هم برای اسم مفعول به کار رفته‌باشند. پسوندهای <d> و <t> ممکن است برای نشان‌دادن سوم شخص جمع و سوم شخص مفرد استفاده‌شوند، اما شاید «به‌جای یکدیگر» هم استفاده‌شوند؛ «فعل‌های سامی» تلفظ سنتی واژگان ایرانی و هزوارش‌ها را تصحیح‌ می‌کنند و نیز درستی <TN> پایانی در هزوارش فعلی به‌کار رفته در نسخه‌های خطی پهلوی مکتوب در ایران را تأیید می‌کنند. وست همچنین به درستی معنای هزوارش <HWYTN> به‌عنوان صورت گذشتهٔ فعل «بودن» را تشخیص داد و در نهایت به‌درستی توانست عبارت bōxt-ruwān-warahrān را بخواند و نخستین کسی بود که این عبارت را «بهرام بخت‌روان» ترجمه و بهرام «درگذشته» تفسیر کرد. بر این اساس به عقیدهٔ ژینیو تلاش‌های وست در تاریخ رمزگشایی‌های فقه‌اللغوی و زبان‌شناختی مغفول نمانده‌است. وست نام کرتیر را «تاج» ترجمه‌کرد و همچنین متوجه شد این سنگ‌نوشته ظاهراً جانشینی شش پادشاه نخست ساسانی از جمله بهرام سوم و شاید نرسه را توصیف می‌کند که در مورد بهرام سوم اشتباه کرده‌بود.
تئودور نولدکه در توصیفاتش از سنگ‌نوشتهٔ نقش رجب مشاهدات مهمی را در کتاب آندرئاس و اشتولتسه ارائه كرد. او با استناد به rād ud rāst «بخشنده و راست»، bōxt-ruwān «دارای روان رستگار»، wistāxtar «معتمدتر» و astwand tan/ruwān «تن/روان بادوام»، توانست بند مربوط به بهشت و دوزخ را بخواند و معنایش را بفهمد و نظرات متعددی را که قبلاً از روی کتاب‌های مذهبی متأخر پارسیان، همچون مینوی خرد، شناخته شده‌بود تأیید کند؛ او گمان کرد که <krtyr, kltyr, krtyl> به‌معنای «دوست» یا «حامی» است و ترجمه‌ای از فهرست القاب به‌دست داد.
در سال ۱۹۲۴، کتاب پایکولی ارنست هرتسفلد منتشر شد که متون و ترجمه‌های همهٔ سنگ‌نوشته‌های شناخته‌شده به‌همراه فهرست واژه‌نامه را شامل می‌شد و پیشرفت بزرگی در مطالعات کتیبه‌شناسی پارتی و فارسی میانه به شمار می‌آمد. او در واژه‌نامه ذیل واژهٔ <krtyr> به این واژه از سنگ‌نوشته‌های نقش رجب و نقش رستم (خط ۸) نیز استناد کرد، اما پنداشت KRTYR İ Ohormizde «یک عنوان افتخاری یا نامی همچون bag-šápuhr» و غیره بود. او دربارهٔ تفسیر توماس و وست از واژهٔ «تاج» تردید و به نظر تلویحی نولدکه تکیه کرد. هرتسفلد در کتابش تحت عنوان تاریخ باستان‌شناختی ایران، یک بخش کوتاه را به کرتیر اختصاص داد و او را با کرتیر در سنگ‌نوشتهٔ پایکولی یکی دانست، و نیز ادعا کرد که سنگ‌نوشتهٔ سرمشهد را «ده سال پیش» کشف کرده‌است که زمانی در حدود سال ۱۹۲۵ می‌شود و در آن زمان می‌بایست دست‌نوشتهٔ خودش از سنگ‌نوشتهٔ سرمشهد را ترتیب داده‌باشد؛ او یک رونوشت از آن را برای هنریک نیبرگ فرستاد که نیبرگ نیز در مقاله‌ای از سال ۱۹۲۹ به آن ارجاع داد. هرتسفلد لقب kardarigan، لقب یک فرمانده که تئوفیلاکت سیموکاتا به آن اشاره کرده‌است را مقایسه کرد و گمان برد که دارندهٔ این لقب کسی نیست جز تنسر. او به بندی دربارهٔ آزار و اذیت ادیان خارجی استناد و به‌درستی هدف نگارش سنگ‌نوشته را تشریح کرد. در نهایت، او نخستین کسی بود که سنگ‌نگارهٔ سرمشهد را منتشر کرد و پیکره‌ها را به‌صورت شاهی در حال محافظت از شهبانو و ولیعهد پشت سر شهبانو، همچنین وزیر اعظم (=کرتیر) پشت سر شهبانو شناسایی کرد.

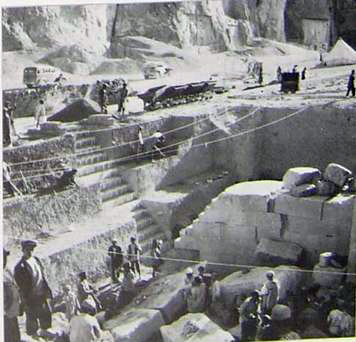
کاوش‌های مؤسسهٔ خاورشناسی دانشگاه شیکاگو در کعبهٔ زردشت.

در سال ۱۹۳۶ مؤسسهٔ خاورشناسی دانشگاه شیکاگو، کعبهٔ زردشت در نقش رستم را مورد کاوش قرار داد و سنگ‌نوشتهٔ سه‌زبانهٔ شاپور یکم به زبان‌های فارسی میانه، پارتی و یونانی، و همچنین سنگ‌نوشتهٔ کرتیر در کعبهٔ زردشت را کشف کرد که همهٔ آن‌ها توسط مارتین اسپرنگلینگ در خلال جنگ جهانی دوم در قالب چند مقاله و در سال ۱۹۵۳ در یک مجموعه منتشر شدند. اثر فقه‌اللغوی اسپرنگلینگ تا حدی زیادی فهم سنگ‌نوشته را بهبود بخشید، اگرچه همچنان بخش‌های زیادی از آن برای او قابل فهم نبود. البته بخت نیز با او یار بود؛ چرا که خوانش اصلی او از <ʾwbʾply ʾkylydy> به صورت <ʾwg- (or ʾwbʾ)pl=rš(?)ʾkyl=rydy> به شکل <ʾwʾg pl=ryk ʾkyl=ryd-y> تصحیح و «به‌عنوان یک باور نابود گردید» ترجمه شد.
ریچارد نلسون فرای، که در سال ۱۹۴۸ از سرمشهد بازدید کرد، توصیفی از سنگ‌نوشته به همراه چند مقاله منتشر کرد. او مدتی بعد نسخه‌ای از سنگ‌نوشتهٔ نقش رجب را نیز چاپ کرد.
بعدها تلاش‌های مهم برای روشن‌سازی زبان سنگ‌نوشته‌ها توسط والتر هنینگ انجام شد. کشف چندین صورت از صیغهٔ مجهول ناقص، از جملهٔ این تلاش‌ها است. هنینگ همچنین از همهٔ سنگ‌نوشته‌های کرتیر نقش‌های لاتکسی برداشت و از این لاتکس‌ها عکس‌برداری شد که در بنیاد کتیبه‌های ایرانی منتشر گردید. پس از آن، کم‌کم نسخه‌های کامل یا جزئی چاپ شدند. 
بر پایهٔ نسخه‌های موجود، ژان دو مناش نخستین بررسی از «سیاست‌های خارجی زردشتی ایرانی ... در خارج از ایران» را ارائه کرد. در این پژوهش ادعا شده‌است مغ‌ها مرکزیت خود را از دست دادند و تحت تأثیر هلنیسم و مسیحیت قرار گرفتند. همچنین او عقیده دارد که اصرار کرتیر برای انجام خویدوده به دو دلیل بوده، یکی سنت دینی، و دیگری تفکیک نژادی. او همچنین دربارهٔ فهرست استان‌ها و سرزمین‌ها هم نظراتی داد.
نخستین ویراستهٔ جدید از سنگ‌نوشتهٔ کعبهٔ زردشت توسط ماری لوئی شومون ارائه‌شد که پیش‌تر دربارهٔ ارتباط کرتیر با معبد آناهید در اصطخر، مباحثی با جزئیات بیشتر را مطرح کرده‌بود. شومون معنای «بودن» برای <HWYTN> را نگه داشت؛ او همچون اسپرنگلینگ صورت‌‌های مجهول ناقص در īh (abzāyīh، gugānīh، wišōbīh) را تحلیل کرد و آن‌ها را اسم‌هایی به همراه فعل ربطی دانست که بین‌شان فاصله افتاده‌است. او همچنین پنداشت که ساخت مجهول ناقص هزوارش <ʾkylydy> با آوانویسی *a-kirīy (*agirīy) و به معنی «ساخته شد»، دارای پیشوند واروساز a- است و لذا باید به معنی «خاکستر شد، نابود شد» باشد. او دریافت که mowmard با هزوارش <mgwGRA> و mowūn با هزوارش < mgwny> می‌بایست بخشی از همین صیغگان باشند اما نتوانست توزیع متفاوت آن‌ها را توجیه کند (این دو صورت، شمار و حالت اسمی متفاوت دارند). او معانی ضمنی عناوین مختلف کرتیر را اثبات کرد؛ واژهٔ kēš را نه در معنای فرقهٔ واقعی بلکه در معنای منفی آن تعریف کرد، یعنی آموزه‌هایی بیگانه که کرتیر نیز از آنان نام می‌برد؛ به‌درستی دریافت که هزوارش <glsty> با آوانویسی « grist، به پهلوی gristak» (به‌جای gilist، gilistag) صحیح است و از gərəδa در اوستایی به معنی لانه / لانۀ دیوان مشتق شده‌است؛ به‌درستی بند مربوط به مراسم‌های قربانی‌ فصلی را دریافت و اصطلاح ردپساگ را در دینکرد ۳.۲۵۹ شناسایی کرد او حدس زد که کرتیر ‌مجسمهٔ آناهیتا را از جمله بت‌هایی برشمرده که آن‌ها را نابود کرده و با آتش ورهران جایگزین کرده است. تحلیل او از *a-kirīy به معنی «نابود شد»، موجب شد دربارهٔ فرقهٔ ایزدان ایرانی در سرزمین‌های غیر ایرانی دست به گمانه‌زنی‌هایی بزند؛ ایزدانی که فرقه‌هایشان چنان تنزل یافته بودند که کرتیر آن‌ها را مستحق نابودی می‌دانست. او ادعا کرد همان‌طور که فهرست ازدواج‌های خویدوده سلطنتی موجود در سنگ‌نوشتهٔ شاپور یکم بر کعبهٔ زردشت نشان ‌می‌دهد، این نوع ازدواج که در زمان پارتیان از رواج افتاده و بی‌اعتبار شده‌بود، در زمان ساسانیان جایگاه خود را بازیافت. عبارت pad xwēš xānag به معنی «به هزینه خود» سوءتعبیر شد و شومون گمان کرد این عبارت به معنی «خانهٔ» کرتیر یعنی همان معبد است و بالأخره او دربارهٔ تعابیر معادشناختی astwand ruwān به معنی «روان دارای استخوان» حدس و گمان‌هایی زد. همچنین در پیوست دربارهٔ عناوین مختلف مباحثی را با جزییات مطرح کرد و در یادداشتی اضافی، حدس و گمان‌های زروانی زنر را مورد انتقاد قرار داد. شومون همچنین فهرست سرزمین‌ها و استان‌ها را با جزئیات بررسی کرد و از جمله دربارهٔ ماهیت «دروازه‌های آلان» مباحثی را مطرح کرد. ارنست اونیگمن و آندره ماریک پیش‌تر در این مورد تلاش‌هایی انجام داده بودند. نسخهٔ به‌روزشده‌ای از ترجمهٔ او در کتاب گاگه در فصل مربوط به احیای دین مزدیسنا طبق سنگ‌نوشتهٔ کرتیر ارائه شده‌است.
فیلیپ ژینیو در سال ۱۹۶۸ سنگ‌نوشتهٔ سرمشهد را منتشر کرد. او متوجه شد که راوی گزارش معراج به‌صورت اول شخص صحبت می‌کند، اما پنداشت که این خودِ کرتیر است که سخن می‌گوید و «وحی» را تعریف می‌کند. او همچنین رویارویی با دین، واقعهٔ پل چینود، و همچنین مقیاس‌ها و شرح دوزخ را شناسایی کرد. یادداشت‌های او شامل مشاهدات مهم فراوانی بودند.
ولادیمیر لوکونین ترجمه‌ای روسی همراه با یادداشت‌هایی بر سنگ‌نوشته‌های نقش رستم و سرمشهد در سال ۱۹۶۹ به‌دست داد که البته روایت معراج را شامل نمی‌شد. والتر هینتس یک نسخهٔ ویرایش‌شده (ترجمه و آوانویسی) از سنگ‌نوشتهٔ کعبهٔ زردشت را در سال ۱۹۷۰ همراه با یادداشت‌های کوتاه اما مفید منتشر کرد. مخاطبان اصلی او، تاریخ‌نگاران و باستان‌شناسان بودند. 
گزارش نهایی کاوش‌های مؤسسهٔ خاورشناسی دانشگاه شیکاگو در سال ۱۹۷۰، همراه با تصاویری نفیس از همهٔ سنگ‌نوشته‌های نقش رستم و نقش رجب منتشر شد. از جملهٔ این گزارش‌ها، بررسی روان و سلیس سنگ‌نوشتهٔ نقش رستم بود که دو نسخهٔ دیگر از آن به‌زودی منتشر شد: یکی توسط کریستوفر یوزف برونر در سال ۱۹۷۴ و دیگری توسط فیلیپ ژینیو که یک واژه‌نامه از همهٔ سنگ‌نوشته‌های فارسی میانه و پارتی شناخته‌شده نیز تهیه کرد. ویراستهٔ جدید ژینیو شامل چندین مورد اصلاحیه بر متن سنگ‌نوشتهٔ بزرگ بود. او همچنین دربارهٔ اینکه هزوارش <PWN NPŠE BYTA> «با پولِ خودش» معنا می‌دهد، به هینتس ارجاع داد. این مقاله همچنین چکیده‌ای از مقدمهٔ روایت معراج را شامل می‌شد. متعاقباً، او گوناگونی‌های متنی میان سنگ‌نوشته‌ها را مورد مطالعه قرار داد و نتیجه گرفت که سنگ‌نوشتهٔ نقش رستم در مقایسه با سنگ‌نوشتهٔ سرمشهد مکرراً خلاصه شده‌است. این دیدگاه توسط پیر لوکوک مورد انتقاد قرار گرفت. او در یادداشتی کوتاه تأکید کرد که سنگ‌نوشته‌های نقش رستم و سرمشهد با درنظر گرفتن تعداد بندهای یکسان، به احتمال فراوان یک متن واحد هستند. لوکوک همچنین خوانش‌های جدیدی ارائه داد.
ژینیو تعدادی مقاله به بحث روایت معراج اختصاص داد و در سال ۱۹۸۱ ترجمه و متنی کامل و بازسازی‌شده ارائه کرد. او در سال ۱۹۸۴ نسخه‌ایی آلمانی از این ترجمه را منتشر کرد. چند خوانش بجا که ژینیو ارائه داد، درک محتوای سنگ‌نوشته‌ها را پیچیده کرد؛ به عنوان نمونه هزوارش <dlp> با آوانویسی darb[ed] به معنی «سرور دربار»، هزوارش <syptkʾl> به جای هزوارش <syptkʾn> ، هزوارش < ršzky> به معنی «سنگ‌دل» و هزوارش <ʾpyrwš(n)yk> به معنی «کدر» به جای هزوارش <wšyky> با آوانویسی wišēg به معنی «پریشان»، čandēd به معنی «می‌لرزد» به جای xandēd به معنی «می‌خندد» و همچنین حرف تعریف نامعین <l> که آن را به‌صورت <n> خواند. نکتهٔ قابل ذکر این است که یکی از دشواری‌های خواندن سنگ‌نوشتهٔ سرمشهد، حالت اریب و کشیدهٔ حروف است که گاه ظاهر آن‌ها را به‌طرز گمراه‌کننده‌ای تغییر می‌دهد.
ژان کلنز جزئیات مختلف روایت معراج (فروشی، دین، خوشامدگویی‌ها، اورنگ‌ها، جشن‌ها، مقیاس‌ها، و دوزخ) را مطالعه کرد و میشل باک نیز در سال ۱۹۷۸ تمام سنگ‌نوشته‌های کرتیر را در نسخه‌هایی مختصر و کلی به‌همراه واژه‌نامه‌ای مشروح و توضیحاتی در بخش یادداشت‌ها منتشر کرد.
شروو روایت معراج را از نو بررسی و آن را در سال ۱۹۸۵ منتشر کرد. در این اثر موقعیت تقریبی اجزای سنگ‌نوشته‌های سرمشهد و نقش رستم به‌دقت معین گردید و ثابت شد که این دو نسخه در واقع روایتی یکسان هستند؛ ساختار روایت مورد تحلیل قرار گرفت و تعابیر جدید فراوانی برای واژگان منفرد و دستور زبان پیشنهاد شد. چند پژوهش دستوری دیگر از شروو جزئیات بسیاری در تفسیرها را توضیح داد؛ به‌ویژه نظام حالت اسمی دوگانه، کاربرد افعال و هزوارش‌های فعلی، نمود ناقص، و ارزش هزوارش <HWYTN>» به عنوان نمود ناقص فعل ربطی (an-ā-). پژوهشی دربارهٔ وضعیت تحقیقات توسط ژینیو در سال ۱۹۸۹ منتشر شد.
یافته‌هایی که بسیاری از محققان در طول سدهٔ گذشته حاصل کرده‌اند، اساس کار دیوید نیل مکنزی در انتشار نسخهٔ جدید از سنگ‌نوشته‌های سرمشهد و نقش رستم در سال ۱۹۸۹ و فیلیپ ژینیو در انتشار هر چهار سنگ‌نوشته در سال ۱۹۹۱ شدند؛ هر دو اثر دربردارندهٔ مقدمه‌ و توضیحات مفصل هستند. شائول شاکد در ارتباط با سنگ‌نوشته‌های کرتیر مباحثی از این قبیل را مطرح کرد: بحث پرسش زروانی ، روایت معراج و یادداشت‌هایی دربارهٔ اصطلاح‌شناسی. آخرین کوشش برای رمزگشایی روایت معراج توسط فرانتس گرِنِه در سال ۲۰۰۲ انجام شده‌است.

## تصحیح‌های وسیع و جامع
کتیبهٔ کرتیر در نقش رستم و سرمشهد به هم شبیه است و می‌توان آن را به دو بخش تقسیم کرد: بخش اول مشتمل است بر معرفی کرتیر و ذکر القاب و عناوین او در زمان شاهان مختلف و شرح فعالیت‌های دینی و سیاسی او. این بخش از کتیبه از جهت دربرداشتن فعالیت های این روحانی و نیز اشتمال بر فهرستی از ایالات ساسانی دارای اهمیت است. بخش دوم کتیبه شرح معراج کرتیر است. متن‌های دو کتیبهٔ دیگر در کعبه زرتشت و در نقش رجب خلاصه و تقلید است. همهٔ مضمون اصلی و نوشته‌های کتیبه‌های کرتیر مورد تصحیح وسیع و جامع قرار گرفته‌است. گرچه در بعضی از قسمت‌ها، کلمه‌ها بریده بریده‌اند و دیگر بیش از این قابل احیا نیستند.

## معرفی کرتیر و فعالیت‌های مذهبی او در کتیبه‌ها
کرتیر در آغاز نوشتهٔ خود آگهی داده که در روزگار فرمانروایی شاپور یکم شاهنشاه ایران وی از سوی شاهنشاه به سمت موبدان موبد سراسر کشور منصوب شده‌است. کرتیر بفرمان شاپور یکم در سراسر کشور آتشکده‌ها (آتش بهرام) پدید آورد و دین ایزدی را استوار کرد. خدمتگزاران آتشکده‌ها نیکبخت و شادکام شدند. و بسیاری از آتشکده‌ها به پرستشگاه‌های رسمی کشور بدل شدند.

 بسیاری از آتشکده‌ها و مغان از سوی دولت برقرار شدند. اهورامزدا و ایزدان از این رهگذر بهره‌ای بزرگ یافتند و اهریمن و دیوان سخت آلوده و ننگین شدند.
روزگاری که هرمزد اردشیر فرزند شاپور بر تخت شاهی نشست کرتیر از سوی شاهنشاه به دریافت کلاه و کمر ( کلاه و کمر افتخار که نشانهٔ جایگاه و عنوان زمان تاجگذاری است.) نایل آمد و قدرت او افزون گشت و از آن زمان کرتیر، موبد اهورامزدا که ایزد بزرگ است، لقب یافت. بهرام یکم که پس از هرمز یکم (هرمزد اردشیر) بر تخت شاهی نشست نیز همان پایه و همان قدرت را به کرتیر تفویض کرد ولی پایه و جایگاه کرتیر به هنگام شاهی بهرام دوم فرزند بهرام یکم به اوج و کمال رسید.

 برای رضای خاطر اهورامزدا و ایزدان و بخاطر روان خویش مرا در کشور پایه و قدرتی بزرگ بخشید و جایگاه و قدرت بزرگم از اوست و او مرا در همهٔ کشور ادون بد ( پخش کنندهٔ هدایا میان پرستشگاه‌ها) و پریستار پرستشگاه آتش آناهیتا- اردشیر و ایزد آناهیتا کرد و او مرا که کرتیرم به لقب نگهبان روان بهرام و موبد اهورامزدا ملقب کرد. 
سپس در نوشته از کارهای کرتیر برای استوار درست دینی در کشور سخن رفته‌است.

 در سراسر کشور کار اهورامزدا و ایزدان بالا گرفت و آئین مزدیسنا و مغان در همهٔ کشور نیرویی بزرگ یافت و ایزدان و آب‌ها و آتش‌ها و گله‌ها در سراسر کشور شادی فراوان یافتند ولی اهریمن و دیوان ضربت‌ها و درد و رنج فراوان نصیب شد و آئین اهریمن و دیوان از کشور رخت بربست و بدور افکنده‌شد و کاهنان یهود و بودایی و برهمنان و نزاریان؟ و زندیق (مانوی) از هم فروپاشیدند و تصویرهای خدایانشان منهدم گشت و پناهگاه‌های (پرستشگاه‌های) دیوان نابود شد و دیرهاشان به جایگاه‌های ایزدان بدل گشت. شهر به شهر و استان به استان، بسیاری از کارهای مذهبی پیشرفت یافت و آتشکدهٔ بسیار بنیان پذیرفت. بخاطر کوشش و رنج من بسیاری از آتش‌ها و مغان در سراسر کشور در میشان، آتورپاتکان (آذربایجان)، سپاهان (اصفهان)، ری، کرمان، سکستان (سیستان) و گرگان تا پیشاور درخشیدن گرفتند و نیز در خارج از ایران (انیران) آتش‌ها و مغانی که بیرون از ایران بودند، تا آنجا که اسبان و مردان شاهنشاه شاپور پیش رفتند تا انطاکیه، شهر و کشور سوریا و در استان‌های سوریا در ترسه شهر و کشور کیلکیه در قیصریه شهر و کشور کاپادوکیه و تا یونان و سرزمین‌های ارمنستان و بالاسگان(آلانها) و سپس تا دروازهٔ آلبانیای قفقاز(آران). من آئین مزدیسنا و مغان را والا و شایستهٔ احترام و ستایش ساختم. اما کافران و ملحدانی را که در مغستان به انجام فریضه‌های دینی و پرستش مزدیسنا نپرداختند، کیفر دادم و به آنان پند دادم و نیکترشان نمودم. بسا مردمان که پایبند دین نبودند، به دین روی آوردند و بسیاری از آنان که دیوپرست بودند، در نتیجهٔ کوشش و مجاهدت من دست از آئین دیوان برداشتند.
بخش آخر از راه مقابله با نوشتهٔ کتیبه‌های دیگر روشن می‌شود. 

 من از ایزدان چنین تمنا کردم، بگذار من کرتیر بخواست ایزدان به همهٔ زندگان و کسانی که مرده‌اند بنمایانم. آموزش دربارهٔ آسمان‌ها (بهشت) و اعماق دوزخ را به هستی روشن بدل می‌سازم و نشان می‌دهم چه کارهای ایزدی هست که بویژه در کشور انجام شده و بخاطر چه انجام شده‌است و همچنین چرا و چگونه من در کارهای دینی سخت‌گیرتر شدم. من از ایزدان تمنا کردم تا مرا رهنمون شوند و راستی و ماهیت آموزش‌های مربوط به آسمان‌ها (بهشت) و اعماق دوزخ را بر من روشن سازند و راه تشخیص اینگونه مسایل را به من بیاموزند تا بدانم راست کدام و دروغ کدام است. من خدمت‌های بزرگی به ایزدان کردم و ایمان بزرگی به آنان از خویش نشان دادم و من خود پرهیزکارتر و دادگرتر شدم. در این یشت‌ها (دعاها و احکام) و کارهایی که در کشور انجام شده، بسی سرسخت‌تر و پایدارتر شدم. آنکس که این نوشته را می‌بیند و می‌خواند بگذار نسبت به ایزدان و خداوندان، پرهیزگار و دادگرتر شود. نیز بگذار در این یشت‌ها و کارهای ایزدی و آئین مزدیسنا که اکنون برای زندگان برقرار شده، پایدارتر شود وگرنه (یشت‌ها، کارها، و دین) بفرمان هیچکس نخواهد بود. بگذار او بداند که آسمان‌ها (بهشت) و اعماق دوزخ هست و کسی که نیکی را برگزید، بگذار به بهشت برود و کسی که شر و بدی را برگزیده به اعماق جهنم فرو افتد. آنکس که نیکی را برگزید و بدون انحراف در راه نیکی گام برداشت آنکس قرین شهرت و شکفتگی می‌شود و روان او به راستی‌هایی دست می‌یابد که من کرتیر بدانها دست یافتم. این نوشته از آنرو از سوی من نگاشته شده‌است که من کرتیر در آنزمان بیاری شاهان و فرمانروایان آتش‌ها (آتشکده‌ها) و مغان بسیار به نوشته‌های دولتی افزوده‌ام. برای من مایه مباهاتی است بس بزرگ که نامم در نوشته‌ها و فرمان‌های دولتی آمده‌است. اگر کسی در آینده فرمان‌های دولتی تصویب نامه‌ها یا اسناد یا نوشته‌های دولتی دیگری را می‌بیند، باید بداند که من همان کرتیرم که در روزگار شاهنشاه شاپور یکم مرا کرتیر موبد و هیربد و در روزگار شاهنشاه هرمز یکم و شاهنشاه بهرام یکم فرزندان شاپور، مرا کرتیر موبد اهورامزدا و به هنگام شاهنشاه بهرام دوم کرتیر نگهبان روان بهرام، موبد اهورامزدا نامیده‌اند.
چنین است شخصیت کرتیر بر مبنای نوشته‌هایش.

## شرح معراج کرتیر در کتیبه‌ها
یکی از اقدامات کرتیر برای حقانیت بخشیدن به اقدامات خود، معراج اوست که شرح آن را در دو کتیبه سرمشهد و نقش رستم آورده و در کتیبه نقش رجب به آن اشاره کرده‌است و نقش برجسته‌ای از آن در سرمشهد وجود دارد. در آغاز این بخش از کتیبه به روایت اول شخص آمده‌است که چون کرتیر از آغاز کار نسبت به ایزدان و خداوندگاران مطیع و نیکخواه بوده‌است، خداوندگاران و ایزدان او را محترم و شریف داشته‌اند و او در زندگانی به مقام برجسته در کشور رسیده است. آنگاه از ایزدان خواسته است که همان‌گونه که در زندگانی چنین مقامی را بدو ارزانی داشته‌اند، در صورت امکان جهان دیگر را نیز بدو بنمایاند که بداند کارهای نیک این جهان و نیکوکاری و بدکاری در جهان دیگر چگونه است تا در امور مربوط به جهان دیگر بااعتمادتر و بهتر از دیگران شود. همچنین از ایزدان درخواست می‌کند راه شناختن بهشت و دوزخ را بدو بنمایانند و بدو نموده شود که پس از مرگ آیا رستگار است و دین وی را به بهشت می‌برد یا اینکه گناهکار است و دین او را به دوزخ رهنمون می‌شود.
پس از آن دعایی آیینی را که ظاهراً وسیله‌ای برای رفتن او به عالم خلسه و رسیدن به کشف و شهود است می‌خواند و بدین گونه به عالم دیگر می‌رود. حوادث بعدی از زبان اشخاص دیگر که ظاهراً راویان داستان هستند و گویی کرتیر را همراهی می کرده‌اند، نقل می‌شود. به روایت اینان کرتیر شهریاری را می‌بیند که بر اسب نجیبی سوار است و در دست درفشی دارد. (احتمالاً منظور از شهریار فروهر یا خود آسمانی کرتیر یا ایزد بهرام است.) بعد شخصی که همزاد یا هم‌شکل کرتیر نامیده شده، همچون شهریاری که بر تختی نشسته، ظاهر می‌شود. سپس زنی از جانب مشرق متجلی می‌گردد و کرتیر می‌گوید که زنی شریف‌زاده‌تر از او ندیده‌است. این زن که تجلی دین است به هم‌شکل کرتیر خوشامد می‌گوید و هر دو باهم رهسپار راه نور می‌شوند. در این راه به شهریار دیگری برمی‌خوردند که ترازوئی در دست دارد و همان ایزد رشن است که در منابع پهلوی، زرتشتی وظیفهٔ سنجش اعمال مردمان پس از مرگ برعهدهٔ اوست. دین و هم‌شکل کرتیر در برابر این شهریار می‌ایستند و سپس دست در دست یکدیگر به سوی مشرق به راه خویش ادامه می‌دهند. سپس در آن جادهٔ نور به نزد شهریار دیگری می‌رسند که به گفتهٔ راویان معراج از شهریاران دیگر والامرتبه‌تر است و شاید یکی دیگر از ایزدانی باشد (احتمالاً مهر یا سروش که روان را در جهان دیگر همراهی می‌کنند.) در اینجا چاه دوزخ را می‌بینند و می‌خواهند که به راه خود ادامه دهند اما به آنان گفته می‌شود که چاره‌ای نیست جز اینکه از پلی که بر روی آن چاه است (پل چینود) و بیشتر به تیغی می‌ماند، بگذرند. دین و هم‌شکل کرتیر به سوی پل روانه می‌شوند و آن پل برای آنها پهن‌تر می‌شود و در اینجا شهریار دیگری را می‌بیند که از آن سوی پل به پیش می‌آید. کرتیر پس از عبور از پل و رسیدن به آن دو دست دین و هم‌شکل خود را می‌گیرد و از روی پل به پیش می‌رود در حالی که هم‌شکل او در پیش و دین در پس او حرکت می‌کند. (این شهریار احتمالاً ایزد سروش است که بنا به روایت مینوی خرد روان را در گذشتن از پل همراهی می‌کند.)
پس از عبور از پل در حالی که آن شهریار در پیش در حرکت‌است و به دنبال او و هم‌شکل کرتیر و بعد دین می‌آیند، به ایوانی داخل می‌شوند. در برابر آن ایوان تختی است. کرتیر و در پیشاپیش او دین به بالا می‌روند و در غرفهٔ خاصی می‌نشینند. آنگاه هم شکل کرتیر نان و می بر می‌گیرد. در متن سخن از کاخ‌های مختلف است و سفر آسمانی در سه یا چهار مرحله (مطابق با طبقات آسمان) انجام می‌گیرد و در هر طبقه کاخ خاصی است. سرانجام همه به حضور اورمزد می‌رسند و ظاهراً اورمزد با انگشت هم شکل کرتیر را نشان می‌دهد و به نشانهٔ رضایت لبخند می‌زند. از حوادث بعدی اطلاعی نداریم زیرا متن کتیبه بر اثر گذشت زمان محو شده‌است.

## نگارخانه

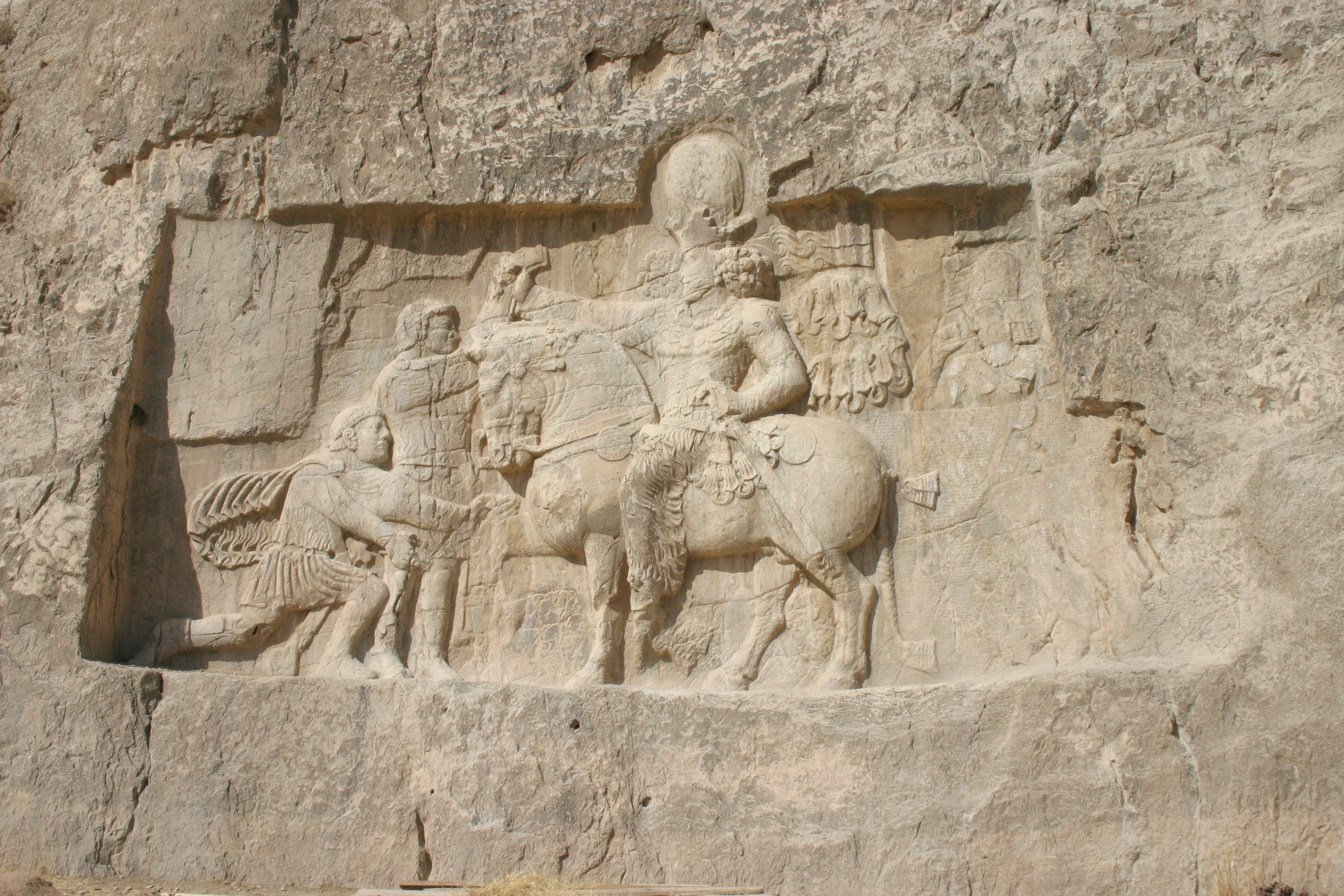
یادمان پیروزی شاپور اول بر والرین امپراتور روم، کرتیر در این تصویر دیده می‌شود.
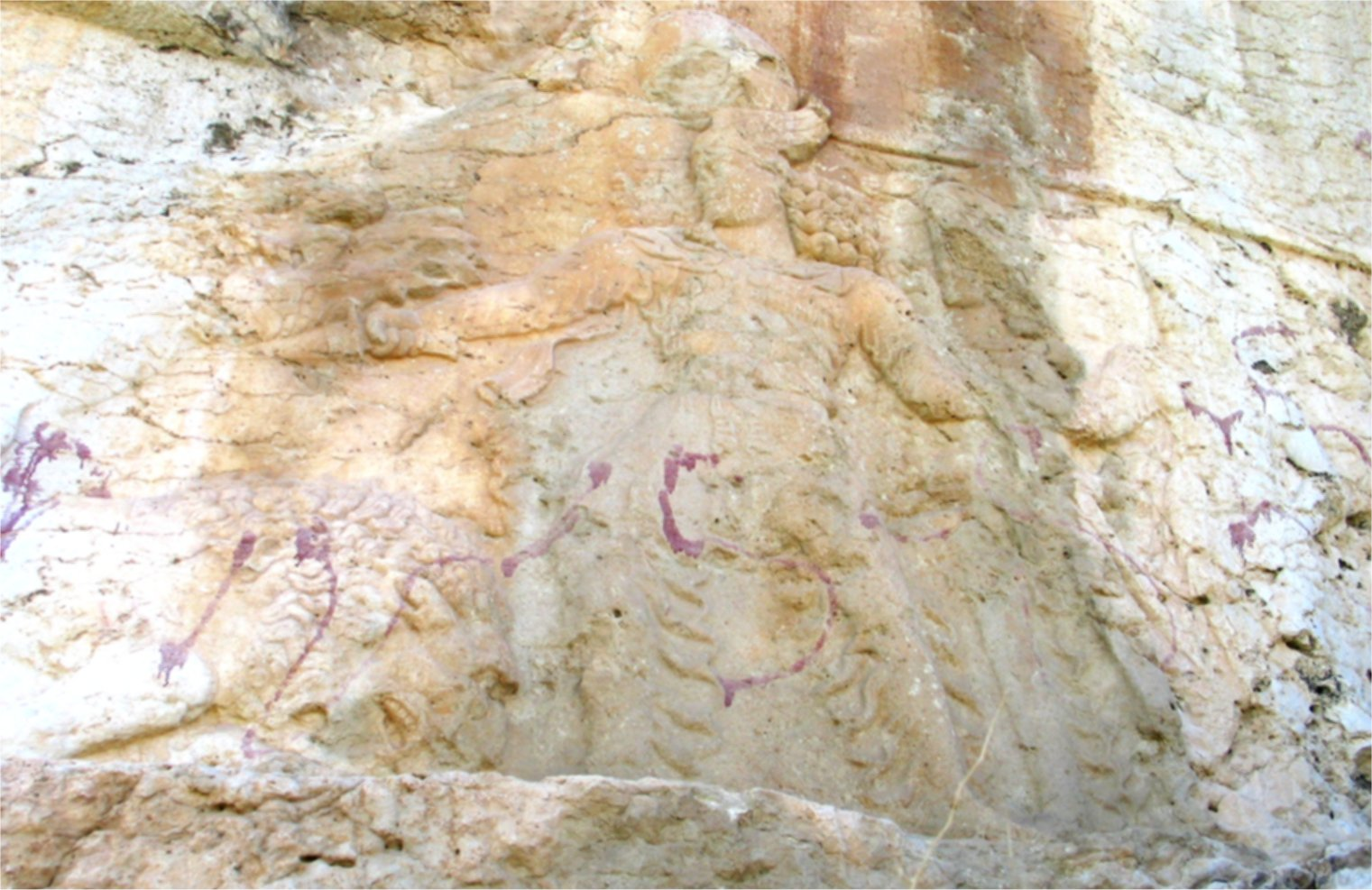
بهرام دوم در حال شکار در نقش برجسته‌ای در سرمشهد، کرتیر در سمت راست بهرام ایستاده‌است.
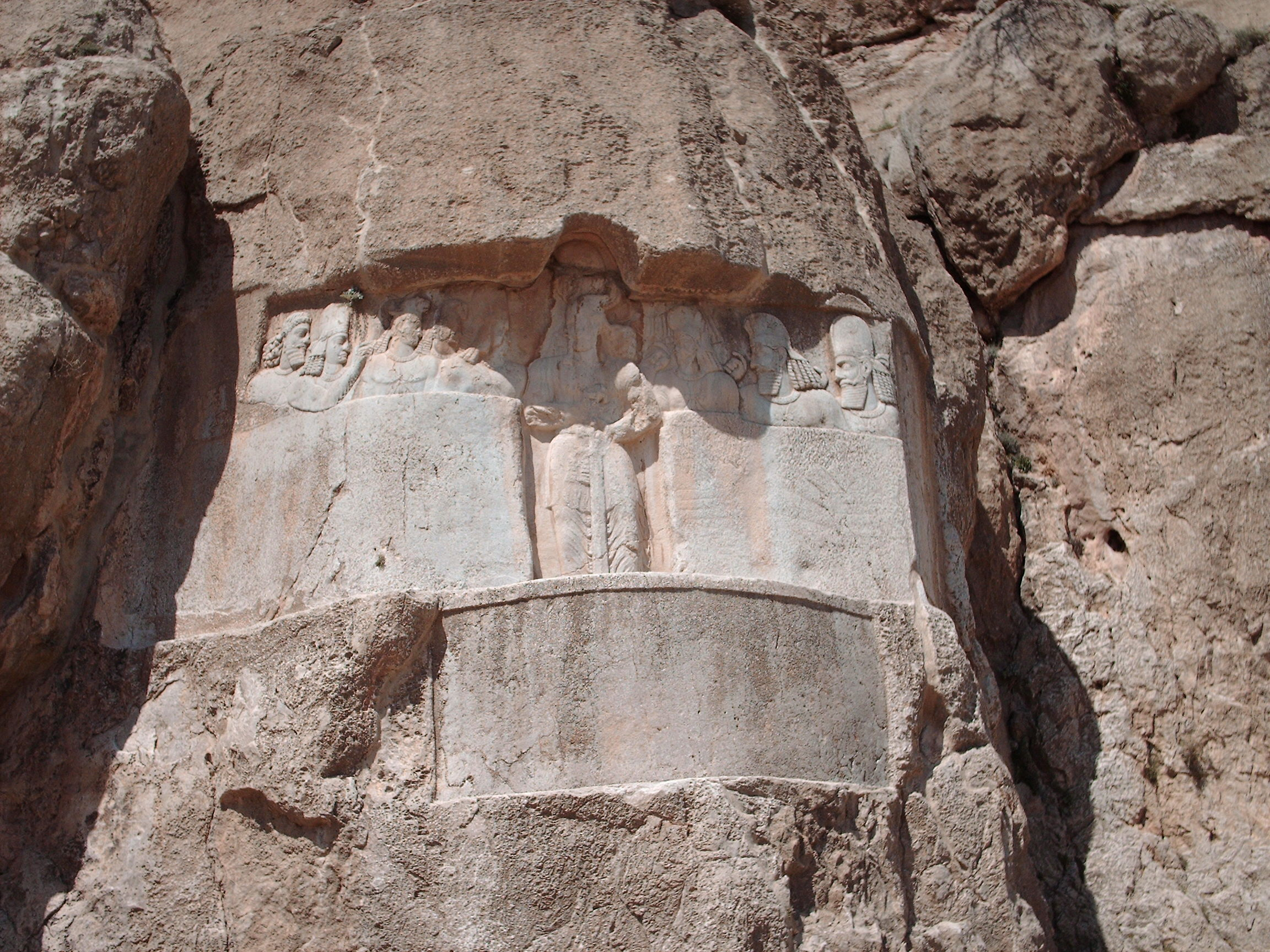
بهرام دوم و درباریان درنقش رستم، تصویر کرتیر در سمت چپ این نقش برجسته، دیده‌می‌شود.